# Stazione di San Vito al Tagliamento
Stazione di San Vito al Tagliamento vasútállomás Olaszországban, San Vito al Tagliamento településen.

## Vasútvonalak
Az állomást az alábbi vasútvonalak érintik:
- Casarsa–Portogruaro-vasútvonal
- San Vito al Tagliamento-Motta di Livenza-vasútvonal

## Kapcsolódó állomások
A vasútállomáshoz az alábbi állomások vannak a legközelebb:
- Stazione di Cordovado-Sesto
- Stazione di San Giovanni di Casarsa
- Stazione di Sesto al Reghena